# Инграо, Пьетро
Пьетро Инграо (итал. Pietro Ingrao; 30 марта 1915, Ленола — 27 сентября 2015, Рим) — итальянский политик и журналист, с 1976 до 1979 год — председатель Палаты депутатов парламента Италии.

## Биография
Участвовал в антифашистских демонстрациях 1939 года. Вступил в Итальянскую коммунистическую партию в 1942 году, принимал участие в вооружённом антифашистском сопротивлении в Милане и Риме. Представлял леворадикальное крыло партии, сторонник союза с рядовыми рабочими-католиками, а не партийной структурой христианской демократии. В 1947—1957 годах возглавлял партийную газету L’Unità. С 1948 года по 1994 без перерывов был депутатом итальянского парламента, а в 1976 году первым из коммунистов занял пост спикера. 

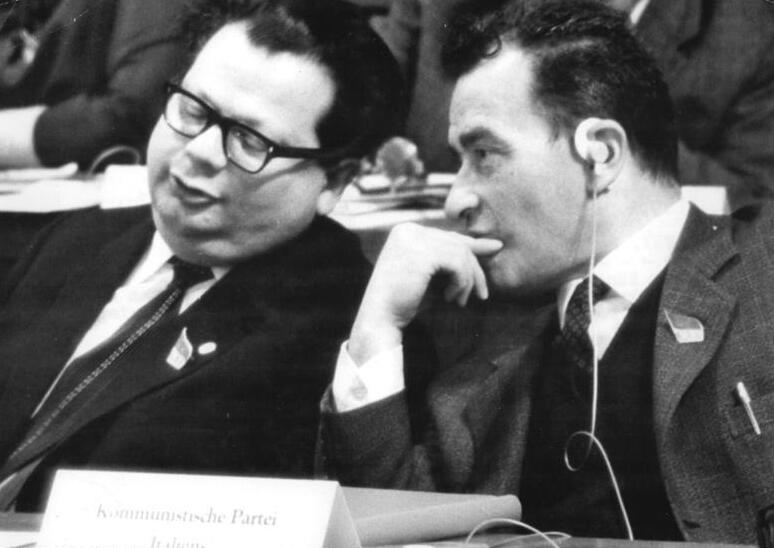
Инграо (справа) и Герман Аксен, 1967.

В 1956 году был избран с состав Секретариата ЦК КПИ, в 1968—1972 годах возглавлял фракцию коммунистов в Палате депутатов итальянского парламента.
До середины 1960-х годов придерживался убежденной просоветской позиции, о чем впоследствии сожалел. В 1966 году в своем выступлении XI съезде КПИ впервые озвучил требования возможности несогласия с принципом «демократического централизма». В последующие годы как представитель левого крыла партии выступал противником политики партийного большинства, выступавшего за проведение отдельных реформ вместо трансформации общества, также подверг резкой критике политику «реального социализма» Советского Союза. Призывал к открытости партии протестным движениям «новых левых», сотрудничал с создавшими в 1969 году газету Il Manifesto исключенными из рядов ИКП активистами.
В начале 1990-х годов являлся одним из лидеров партийного меньшинства, сопротивлявшихся реформисткой линии Генерального секретаря ИКП Акилле Оккетто. После распада прежней компартии короткое время примыкал к Левым демократам; затем выступал в поддержку Партии коммунистического возрождения, в последний раз избирался депутатом по её спискам.
Накануне своего 95-летия в интервью газете La Stampa сказал, что остаётся коммунистом, хотя и стыдится больше всего в своей жизни того номера L’Unità, который он выпустил после смерти Сталина в 1953 году, а также заявил о своём намерении голосовать на ближайших выборах за левого политика Ники Вендолу — «в том числе потому, что он гей».
Скончался 27 сентября 2015 года.

## Награды
- Кавалер Большого креста ордена «За заслуги перед Итальянской Республикой» (24 июня 1996 года)[2].